# 프러퓨모 사건

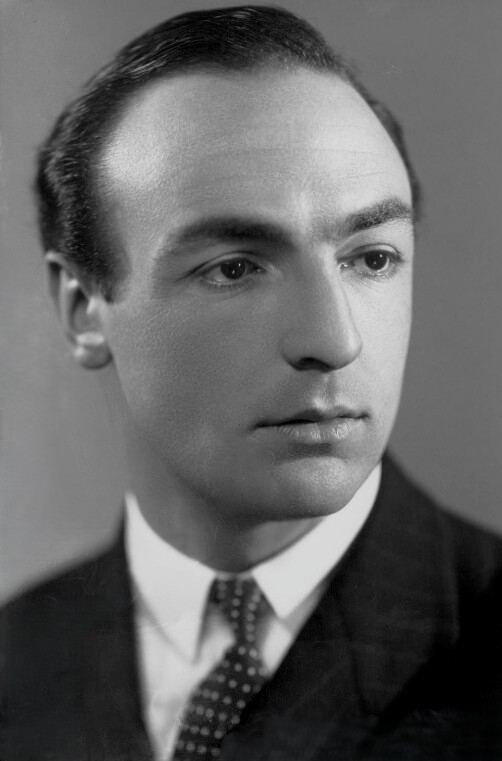
1938년 존 프로퓨모(John Profumo)

프러퓨모 사건(Profumo affair)은 1962년 당시 영국의 해럴드 맥밀런 정권의 정치인 존 프러퓨모가 소련 측 스파이와 관계가 있는 매춘부에 국가 기밀을 누설했다고 의심된 사건이다.
맥밀런 내각의 육군상 존.Ｄ.프로퓨모와 매춘부 크리스틴 킬러와의 불륜(不倫) 관계를 둘러싸고 일어난 추문이다. 킬러가 소련의 주영 대사관(駐英大使館)에 근무하는 무관(武官)과 접촉을 하고 있었기 때문에 이 사건은 스파이사건으로도 일컬어지고 또한 킬러가 자메이카의 사나이로부터 저격을 받았기 때문에 인종차별 사건과도 관계된다. 이 사건으로 1963년 6월 프로퓨모는 육군상을 사임하였다. 이 사건으로 인하여 집권 보수당 정부는 큰 타격을 입었다.

## 대중문화에서

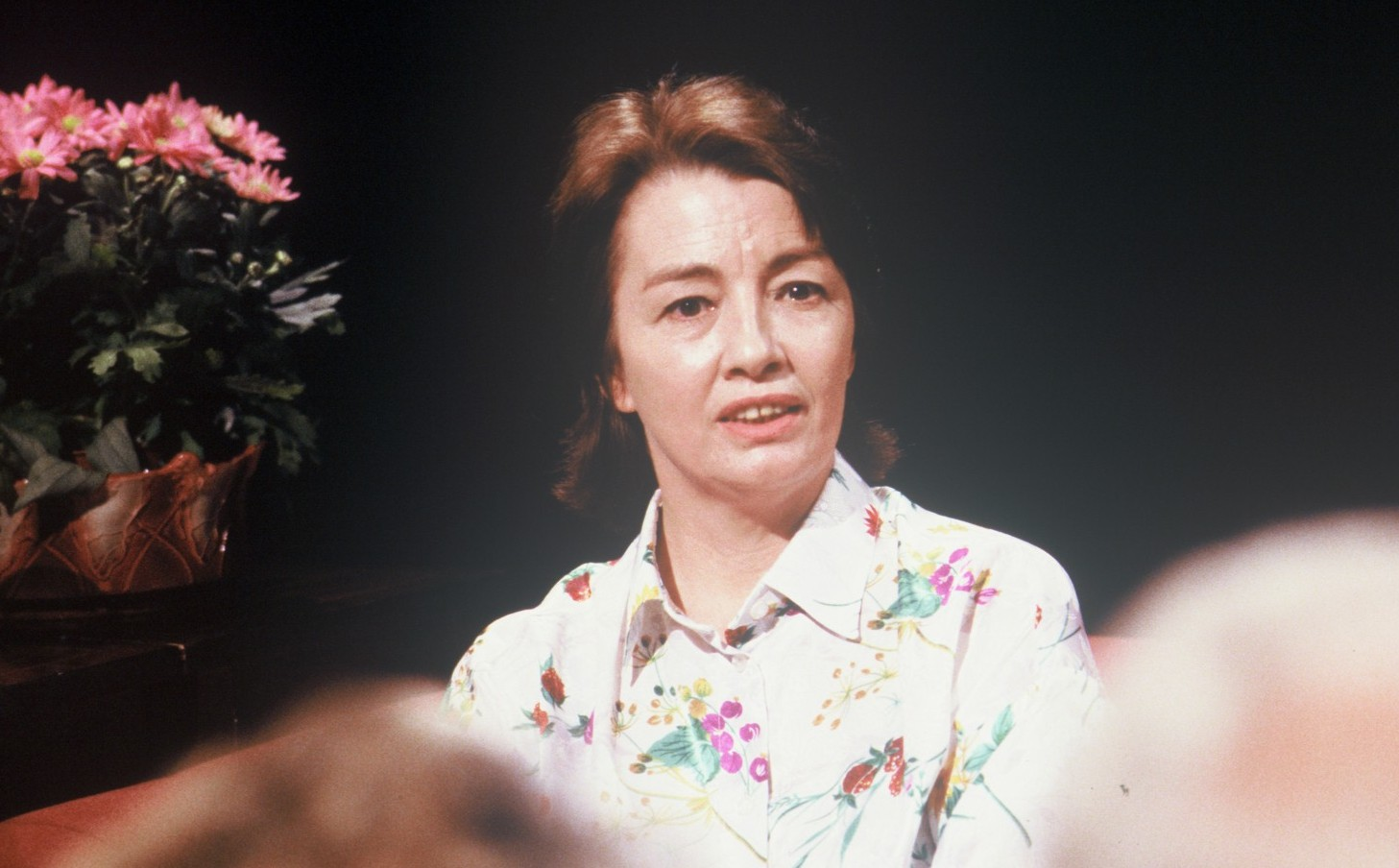
1988년 After Dark에서 Profumo 사건에 대해 얘기하는 킬러(Keeler, 46세)

## 같이 보기
- 음 그는 그랬을 거예요, 그렇지 않나요?
- 맨디 라이스-데이비스
- 윌리엄 애스터, 3대 애스터 자작